# Морське купання
«Морське́ купа́ння» (фр. La Mer, 1895) — один із перших фільмів Франції і братів Люм'єр. Це також документальний і короткометражний фільм. Сюжет фільму — люди стрибають із пірсу в воду та виходять на берег.